# Saison 16 de L'amour est dans le pré
La seizième saison de L'amour est dans le pré est une émission de télévision française de téléréalité, diffusée chaque semaine sur M6 du lundi 30 août 2021 au lundi 29 novembre 2021. Elle est présentée par Karine Le Marchand.
Les portraits des 12 agriculteurs participants à cette saison ont été diffusés les 1er et 8 février 2021.

## Production et organisation

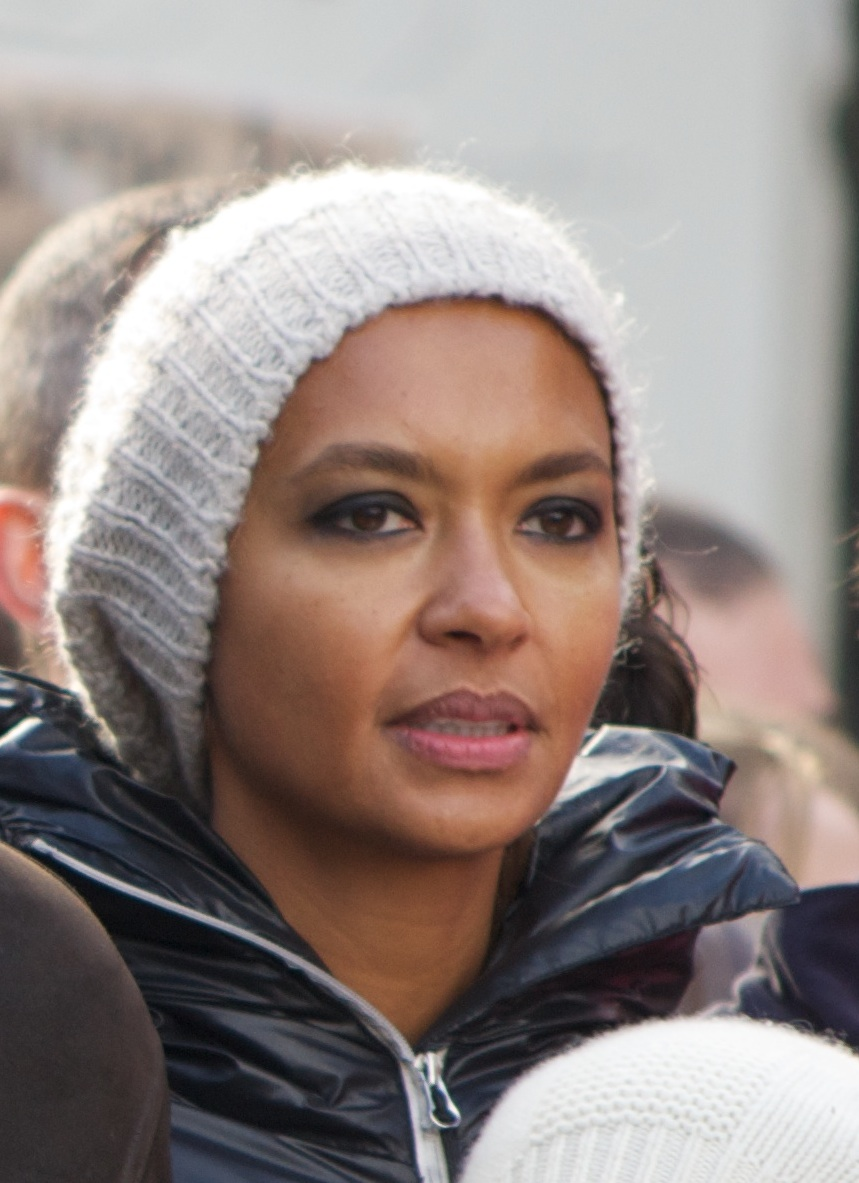
Karine Le Marchand présente l'émission.

Karine Le Marchand, présentatrice depuis la cinquième saison, l'est à nouveau pour cette édition. Elle possède aussi le rôle de voix off.
La société de production Fremantle produit, une fois de plus, cette saison.

## Participants
Ci-après, la liste des 12 participants de cette saison,. C'est la première fois qu'une participante lesbienne intègre l'émission.
| Participants | Participants                           | Profession                          | Âge    | Localisation               | Intéressé par |
| ------------ | -------------------------------------- | ----------------------------------- | ------ | -------------------------- | ------------- |
| ♀            | Delphine                               | Arboricultrice bio                  | 47 ans | Occitanie                  | Femmes        |
| ♂            | Franck                                 | Sylviculteur et maraîcher           | 46 ans | Nouvelle-Aquitaine         | Femmes        |
| ♂            | Hervé (dit « Hervé le Picard »)        | Éleveur de vaches                   | 42 ans | Hauts-de-France            | Femmes        |
| ♂            | Hervé (dit « Hervé le moustachu »)     | Éleveur de porcs et céréalier       | 58 ans | Île-de-France              | Femmes        |
| ♂            | Jean-Daniel                            | Vigneron et éleveur de vaches       | 53 ans | Suisse                     | Femmes        |
| ♂            | Jean-François                          | Éleveur de brebis                   | 48 ans | Occitanie                  | Femmes        |
| ♀            | Nathalie                               | Éleveuse de veaux                   | 49 ans | Pays de la Loire           | Hommes        |
| ♀            | Paulette                               | Éleveuse d'ânes                     | 62 ans | Suisse                     | Hommes        |
| ♂            | Sébastien                              | Lavandiculteur et éleveur de vaches | 46 ans | Auvergne-Rhône-Alpes       | Femmes        |
| ♂            | Valentin                               | Producteur de fleurs comestibles    | 27 ans | Bretagne                   | Femmes        |
| ♂            | Vincent (dit « Vincent le Provençal ») | Dresseur de chevaux                 | 40 ans | Provence-Alpes-Côte d'Azur | Femmes        |
| ♂            | Vincent (dit « Vincent le vigneron »)  | Vigneron                            | 51 ans | Provence-Alpes-Côte d'Azur | Femmes        |

## Résumé
Ci-après, le résumé de cette saison à l'issue de la diffusion des épisodes bilans , :
- Delphine avait invité Ghyslaine et Christelle. Après avoir entretenu le suspens jusqu'au dernier jour du séjour, Delphine avoue à Ghislaine qu'elle penche pour elle[7] puis fait part de son choix à Christelle. Par la suite, Delphine trouve que Ghislaine en fait un peu trop et exprime quelques doutes. Séparée de Ghislaine[8], c'est seule que Delphine se présente au bilan.
- Franck avait invité Anne-Lise et Cécile. Cécile comprend que pour des raisons pratiques (distance), elle ne sera pas choisie. Il échange un premier baiser avec Anne-Lise, mais celle-ci finira par partir. Franck regrette d'avoir laissé partir Cécile[9],[10]. Il décide d'essayer de la reconquérir et c'est finalement avec elle qu'il se présente au bilan[11]. Cependant, on apprend en voix-off après la deuxième émission bilan, que Franck et Cécile ne sont plus ensemble[12].
- Hervé, le Picard, a invité Vanessa et Stéphanie. Il penche rapidement pour Stéphanie. Il échange un premier baiser avec Stéphanie sur le pont où on l'a découvert lors du portrait[13]. Depuis, ils vivent le grand amour. Ils font part de leur projet de bébé et de mariage lors du bilan [14].
- Hervé, le moustachu a quitté l'émission après les portraits[15].
- Jean-Daniel a invité Zakia et Céline. Il a une préférence pour Céline, mais celle-ci ne ressent que de l'amitié. Les deux prétendantes partent à la fin du séjour chez Jean-Daniel sans qu'il ne se soit rien passé[16]. C'est seul mais avec un nouveau look que Jean-Daniel se présente au bilan[17].
- Jean-François a invité Mélanie et Marie-Ange. Il porte très vite son choix sur Mélanie avec qui il échange un premier baiser[18]. Leur relation se poursuit depuis. Ils se présentent ensemble au bilan[19].
- Nathalie a invité Bruno et Stéphane. Bruno renonce et laisse le champ libre à Stéphane. Nathalie se rapproche de Stéphane[20], mais se présente seule au bilan [21].
- Paulette a invité Dan et Bruno. Bruno comprend qu'il est de trop et décide de partir. Paulette ne ressent pas encore d'amour pour Dan, mais ira le voir chez lui en Alsace[22]. Elle arrive seule au bilan mais annonce qu'elle a renoué avec son ex-mari[23].
- Sébastien a invité Carine la blonde et Karine la brune. Il se rapproche de Karine[24] avec qui il se présente au bilan.
- Valentin a invité Natasha et Charley. Valentin échange un baiser avec Charley[25]. Toujours en couple, c'est ensemble qu'ils se présentent au bilan [26].
- Vincent, le Provençal a invité Hafsa (dit "Sassa") et Natasha, à qui il finit par avouer sa préférence. Hafsa ayant entendue la conversation, quitte le domicile de Vincent immédiatement, en pleine nuit[27]. En séjour chez Natasha, celui-ci lui annonce que leur relation n'ira pas plus loin[28]. Il se présente au bilan avec Justine, rencontrée entre-temps[29].
- Vincent, le vigneron a invité Stéphanie et Marie-Jeanne. Vincent avoue son attirance à Marie-Jeanne qui au départ a du mal à se projeter et dit ne pas fermer la porte, mais finit par échanger un bisou hors caméra[30] avec l'agriculteur. C'est ensemble qu'ils se présentent au bilan[31].

Quatre agriculteurs restent donc célibataires à la fin de la saison : Delphine, Franck, Jean-Daniel, Nathalie
Deux sont en couple mais pas avec un prétendant ou une prétendante : Paulette et Vincent le Provençal

## Audiences et diffusion
En France, l'émission est diffusée les lundis : 1er et 8 février 2021 pour les portraits,, et du 30 août 2021 au 29 novembre 2021 pour le reste de la saison. Un épisode dure environ 2 h 10 (publicités incluses), soit une diffusion de 21 h 5 à 23 h 15. Il est découpé en deux parties d'1 h et d'1 h 10, diffusées juste en suivant.
| Épisode et partie | Épisode et partie | Diffusion              | Diffusion     | Audience moyenne          | Audience moyenne                       | Classement des audiences | Réf.   |
| Épisode et partie | Épisode et partie | Jour                   | Horaire       | Nombre de téléspectateurs | Part de marché (sur les 4 ans et plus) | Classement des audiences | Réf.   |
| ----------------- | ----------------- | ---------------------- | ------------- | ------------------------- | -------------------------------------- | ------------------------ | ------ |
| 1                 | 1                 | Lundi 1er février 2021 | 21:05 - 22:05 | 3 121 000                 | 12,6 %                                 | 2e                       | [ 34 ] |
| 1                 | 2                 | Lundi 1er février 2021 | 22:05 - 23:15 | 2 830 000                 | 13,1 %                                 | 2e                       | [ 34 ] |
| 2                 | 3                 | Lundi 8 février 2021   | 21:05 - 22:05 | 3 716 000                 | 14,9 %                                 | 2e                       | [ 35 ] |
| 2                 | 4                 | Lundi 8 février 2021   | 22:05 - 23:15 | 3 290 000                 | 15,4 %                                 | 2e                       | [ 35 ] |

| Épisode et partie | Épisode et partie | Diffusion               | Diffusion     | Audience moyenne          | Audience moyenne                       | Classement des audiences | Réf.   |
| Épisode et partie | Épisode et partie | Jour                    | Horaire       | Nombre de téléspectateurs | Part de marché (sur les 4 ans et plus) | Classement des audiences | Réf.   |
| ----------------- | ----------------- | ----------------------- | ------------- | ------------------------- | -------------------------------------- | ------------------------ | ------ |
| 1                 | 1                 | Lundi 30 août 2021      | 21:05 - 22:05 | 3 840 000                 | 18,6 %                                 | 2e                       | [ 36 ] |
| 1                 | 2                 | Lundi 30 août 2021      | 22:05 - 23:15 | 3 840 000                 | 18,6 %                                 | 2e                       | [ 36 ] |
| 2                 | 3                 | Lundi 6 septembre 2021  | 21:05 - 22:05 | 3 920 000                 | 17,5 %                                 | 1er                      | [ 37 ] |
| 2                 | 4                 | Lundi 6 septembre 2021  | 22:05 - 23:15 | 3 630 000                 | 20,1 %                                 | 1er                      | [ 37 ] |
| 3                 | 5                 | Lundi 13 septembre 2021 | 21:05 - 22:05 | 4 230 000                 | 19,3 %                                 | 1er                      | [ 38 ] |
| 3                 | 6                 | Lundi 13 septembre 2021 | 22:05 - 23:15 | 3 880 000                 | 22,4 %                                 | 1er                      | [ 38 ] |
| 4                 | 7                 | Lundi 20 septembre 2021 | 21:05 - 22:05 | 4 220 000                 | 17,9 %                                 | 1er                      | [ 39 ] |
| 4                 | 8                 | Lundi 20 septembre 2021 | 22:05 - 23:15 | 3 950 000                 | 21,2 %                                 | 1er                      | [ 39 ] |
| 5                 | 9                 | Lundi 27 septembre 2021 | 21:05 - 22:05 | 4 140 000                 | 18,5 %                                 | 1er                      | [ 40 ] |
| 5                 | 10                | Lundi 27 septembre 2021 | 22:05 - 23:15 | 3 580 000                 | 19,2 %                                 | 1er                      | [ 40 ] |
| 6                 | 11                | Lundi 4 octobre 2021    | 21:05 - 22:05 | 4 280 000                 | 19,2 %                                 | 1er                      | [ 41 ] |
| 6                 | 12                | Lundi 4 octobre 2021    | 22:05 - 23:15 | 3 770 000                 | 21,4 %                                 | 1er                      | [ 41 ] |
| 7                 | 13                | Lundi 11 octobre 2021   | 21:05 - 22:05 | 3 920 000                 | 19,2 %                                 | 2e                       | [ 42 ] |
| 7                 | 14                | Lundi 11 octobre 2021   | 22:05 - 23:15 | 3 680 000                 | 21,4 %                                 | 2e                       | [ 42 ] |
| 8                 | 15                | Lundi 18 octobre 2021   | 21:05 - 22:05 | 4 180 000                 | 18,8 %                                 | 1er                      | [ 43 ] |
| 8                 | 16                | Lundi 18 octobre 2021   | 22:05 - 23:15 | 3 930 000                 | 21 %                                   | 1er                      | [ 43 ] |
| 9                 | 17                | Lundi 25 octobre 2021   | 21:05 - 22:05 | 4 020 000                 | 17,6 %                                 | 2e                       | [ 44 ] |
| 9                 | 18                | Lundi 25 octobre 2021   | 22:05 - 23:15 | 3 890 000                 | 19,9 %                                 | 2e                       | [ 44 ] |
| 10                | 19                | Lundi 1er novembre 2021 | 21:05 - 22:05 | 4 260 000                 | 19,1 %                                 | 1er                      | [ 45 ] |
| 10                | 20                | Lundi 1er novembre 2021 | 22:05 - 23:15 | 4 120 000                 | 23,5 %                                 | 1er                      | [ 45 ] |
| 11                | 21                | Lundi 8 novembre 2021   | 21:05 - 22:05 | 4 520 000                 | 19,6 %                                 | 1er                      | [ 46 ] |
| 11                | 22                | Lundi 8 novembre 2021   | 22:05 - 23:15 | 4 280 000                 | 22 %                                   | 1er                      | [ 46 ] |
| 12                | 23                | Lundi 15 novembre 2021  | 21:05 - 22:05 | 4 200 000                 | 18,1 %                                 | 1er                      | [ 47 ] |
| 12                | 24                | Lundi 15 novembre 2021  | 22:05 - 23:15 | 3 900 000                 | 19,7 %                                 | 1er                      | [ 47 ] |
| 13                | 25                | Lundi 22 novembre 2021  | 21:05 - 22:05 | 4 730 000                 | 20,1 %                                 | 1er                      | [ 48 ] |
| 13                | 26                | Lundi 22 novembre 2021  | 22:05 - 23:15 | 4 290 000                 | 22,3 %                                 | 1er                      | [ 48 ] |
| 14                | 27                | Lundi 29 novembre 2021  | 21:05 - 22:05 | 4 280 000                 | 17,7 %                                 | 1er                      | [ 49 ] |
| 14                | 28                | Lundi 29 novembre 2021  | 22:05 - 23:15 | 3 930 000                 | 20,8 %                                 | 1er                      | [ 49 ] |

Légende :
- plus hauts scores d'audiences
- plus bas scores d'audiences